# Indian Heights (Indiana)
Indian Heights es un lugar designado por el censo ubicado en el condado de Howard en el estado estadounidense de Indiana. En el Censo de 2010 tenía una población de 3011 habitantes y una densidad poblacional de 1397,3 personas por kilómetro cuadrado.

## Geografía
Indian Heights se encuentra ubicado en las coordenadas 40°25′29″N 86°7′4″O / 40.42472, -86.11778. Según la Oficina del Censo de los Estados Unidos, Indian Heights tiene una superficie total de 2.15 km², de la cual 2.15 km² corresponden a tierra firme y (0 %) 0 km² es agua.

## Demografía
Según el censo de 2010, había 3011 personas residiendo en Indian Heights. La densidad de población era de 1.397,3 hab./km². De los 3011 habitantes, Indian Heights estaba compuesto por el 92.56 % blancos, el 3.16 % eran afroamericanos, el 0.5 % eran amerindios, el 0.4 % eran asiáticos, el 0 % eran isleños del Pacífico, el 0.73 % eran de otras razas y el 2.66 % pertenecían a dos o más razas. Del total de la población el 3.19 % eran hispanos o latinos de cualquier raza.